# Meteorit Hadley Rille

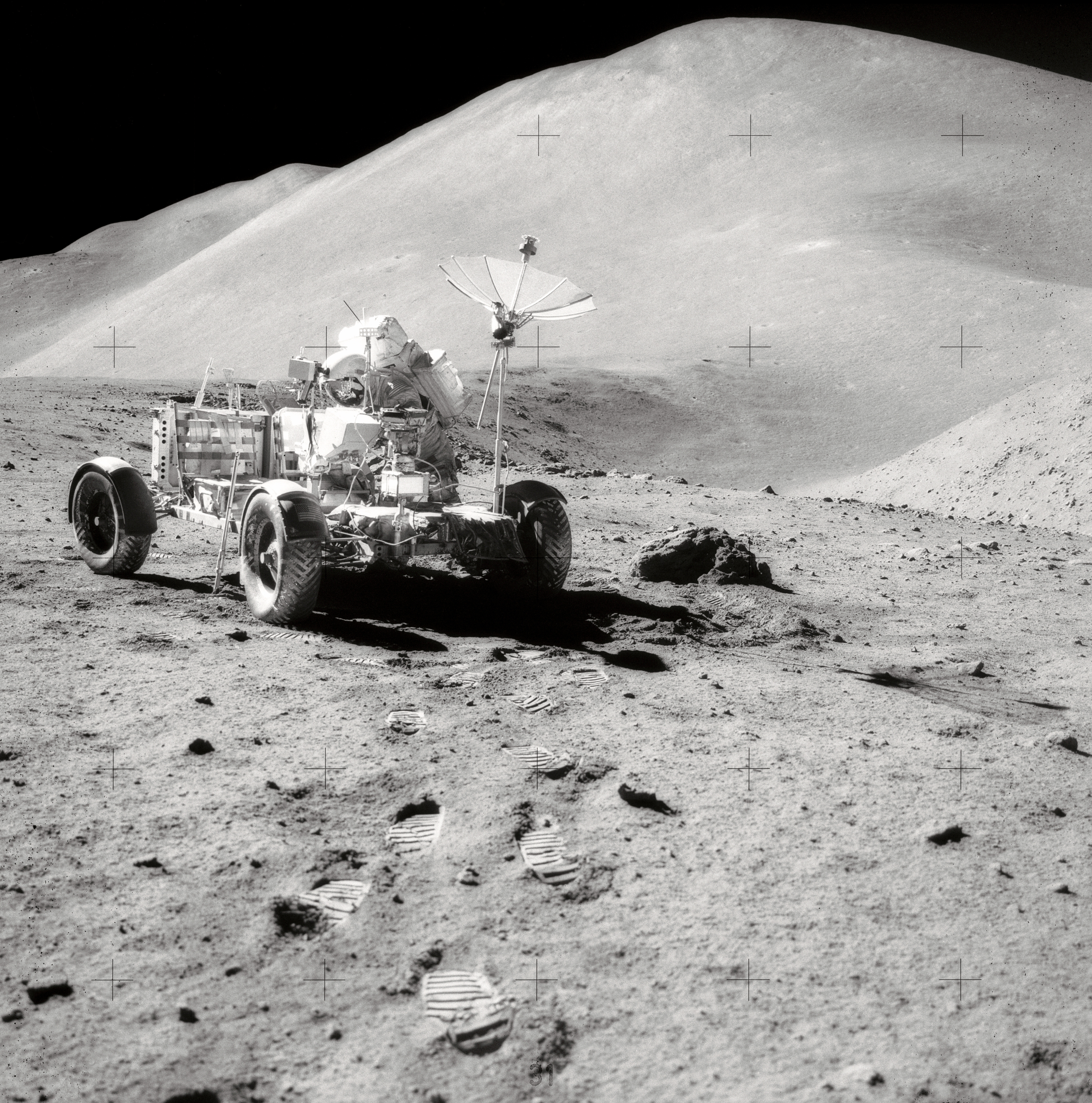
David R. Scott, comandant de l'Apollo 15, prop de Hadley Rille (a la dreta). El meteorit Hadley Rille va ser trobat dins d'una mostra de sòl recollida durant aquesta missió.

El meteorit Hadley Rille és un meteorit que va ser descobert a la Lluna, en les coordenades 26 ° 26 '0 "N, 3 ° 39' 20" E, durant la missió Apollo 15 l'any 1971. Es tracta del segon meteorit en ser descobert en un cos del sistema solar diferent de la Terra. El primer va ser el meteorit Bench Crater, descobert l'any 1969 per astronautes de l'Apollo 12.

## Característiques
Dins de la mostra de sòl 15.602,29 recollida a prop de la regió Hadley–Apennine va ser trobat un objecte d'entre 1 i 2 mil·límetres de mida. El meteorit Hadley Rille pesava al voltant dels 3 mil·ligrams i contenia enstatita, kamacita, forsterita, quars, schreibersita, troilita, albita i daubreelita. És classificat com una condrita enstatita (EH) per la Meteoritical Society.